# Hyalomma kumari
Hyalomma kumari är en fästingart som beskrevs av Sharif 1928. Hyalomma kumari ingår i släktet Hyalomma och familjen hårda fästingar.
Artens utbredningsområde är Afghanistan. Inga underarter finns listade i Catalogue of Life.